# Лео Манзано
Лео Манзано  (англ. Leo Manzano, 12 вересня 1984) — американський легкоатлет, олімпійський медаліст.

## Виступи на Олімпіадах
| Олімпіада   | Дисципліна         | Місце      |
| ----------- | ------------------ | ---------- |
| Пекін 2008  | біг на 1500 метрів | 11 h2 r2/3 |
| Лондон 2012 | біг на 1500 метрів | 2          |

## Зовнішні посилання
- Досьє на sport.references.com [Архівовано 15 грудня 2012 у Wayback Machine.]